# Jetze Doorman
Jetze Doorman (født 2. juli 1881, død 28. februar 1931) var en nederlandsk fægter, som deltog i fem olympiske lege i begyndelsen af 1900-tallet.
Doorman deltog første gang ved de olympiske mellemlege 1906 i Athen, hvor han stillede op i alle tre fægtediscipliner. I fleuret gik han ikke videre fra indledende runde, mens han i kårde vandt sin indledende pulje og gik videre til semifinalen, hvor en fjerdeplads ikke var nok til at gå i finalen. Han deltog også på holdet i kårde, hvor hollænderne dog tabte deres match mod Belgien med 9-4 og dermed ikke nåede i semifinalen. I sabel lykkedes det heller ikke for Doorman at komme videre fra den indledende pulje.
Ved legene i 1908 i London deltog Doorman i to discipliner. I kårde blev han nummer to i sin indledende pulje, men en tredjeplads i anden runde var ikke nok til at kvalificere ham til semifinalen. I holdturneringen tabte hollænderne i indledende runde til Storbritannien med 7-9, hvor Doorman vandt tre af sine opgør; hollænderne blev dermed nummer ni. I sabel blev Doorman nummer to i sin indledende pulje og nåede samme placering i puljen i anden runde. I semifinalen blev han delt nummer ét og kvalificerede sig dermed til finalen. Her blev det til en enkelt sejr og en samlet delt syvendeplads. I holdturneringen i sabel tabte Holland sin indledende kamp til Bøhmen med 7-9 og var dermed ude af turneringen; her vandt Doorman to af sine opgør.
Ved legene i 1912 i Stockholm stillede Doorman om i moderne femkamp samt i to holddiscipliner i fægtning. I moderne femkamp blev han nummer 22 i svømning, men gennemførte ikke de øvrige fire discipliner. I kårdeholdkonkurrencen gik Holland direkte i semifinalen, hvor holdet i to forsøg slog Storbritannien (10-10 og 10-8), ligeledes i to forsøg slog Bøhmen (8-8, sejr uden kamp) samt slog Danmark 10-7. I finalerunden blev det til nederlag til Belgien (10-8) og Sverige (11-10), mens sejren på 10-9 over Storbritannien sikrede holdet bronzemedaljen. I sabelholdkonkurrencen kvalificerede Holland sig med en andenplads i indledende runde og en andenplads i semifinalen til finalen. Her blev det til klare nederlag til Ungarn (13-3) og Østrig (9-3), mens det med en kneben sejr over Bøhmen (8-8, færrest modtagne træffere) lykkedes at vinde bronzemedaljen.
Doorman stillede igen ved OL 1920 i Antwerpen op i to holddiscipliner i fægtning. I kårde blev det med sejre over Danmark og Sverige samt nederlag til Italien, Portugal og Belgien til en fjerdeplads i indledende pulje, hvilket ikke var nok til at kvalificere til finalen; holdets placering blev dermed en delt syvendeplads. Bedre gik det i sabel, hvor alle kæmpede mod alle. Hollænderne tabte til Italien og Frankrig, men vandt over Belgien, Storbritannien, Danmark og Tjekkoslovakiet og dermed sikrede sig en ny bronzemedalje.
Doorman deltog i sine sidste olympiske lege i 1924 i Paris. Her stillede han kun op i holdkonkurrencen i sabel, og efter sejr i indledende pulje og en andenplads i kvartfinalen og semifinalen var Holland igen i finalen. For tredje OL i træk lykkedes det holdet at erobre bronze efter nederlag til Frankrig (7-9) og Ungarn (2-14) samt sejr over Tjekkoslovakiet (9-7).
Ud over sine olympiske præstationer blev Doorman også europamester i sabelfægtning i 1907. Dette førte til, at det hollandske fægteforbund blev etableret, da nationen, som en vinder tilhørte, skulle arrangere det næste europamesterskab. Trods sine mange store internationale resultater vandt Doorman kun ét hollandsk mesterskab i sabel.
Doorman var desuden en ganske habil skøjteløber og gennemførte således i 1912 det 200 km lange Elfstedentocht. Under løbet reddede han endda to konkurrenter, der var gået gennem isen.